# Bernat de Périgord
Bernat († al voltant de 950) fou un comte de Périgord i Angulema de la casa Tallaferro. Era un fill del comte Guillem I de Périgord i la seva dona de Regilinda de Tolosa.
Va succeir al seu pare a un moment incert al començament del segle X (vers 920) com a comte del Périgord. A l'inici del seu regnat va matar el vescomte Lambert de Marcillac i el seu germà Arnald en revenja d'un atemptat organitzat per ells contra la seva tia Sància, la dona del comte Ademar d'Angulema. Després de la mort del seu cosí, Guillem I Tallaferro, l'any 945, Bernat potser encara era viu i va agafar també el control del comtat d'Angulema i va reunir així altre cop tota l'herència del seu avi Vulgrí. No és clar quan va morir doncs segons unes fonts fou vers 924 i altres el fan viure fins després del 945.
Es va casar successivament amb dues dames, Berta i Garsenda, amb les quals va tenir diversos fills:
Del primer matrimoni:
- Arnald I Voratio o Arnald I Barnabé (Arnaldus Voratio), comte de Périgord i Angulema
- Guillem II Talleyrand (Willelmus Talerandus; † 6 d'agost del 962), comte de Périgord i Angulema
- Gaubert o Gausbert (+975)
- Bernat (+ abans de 975)
- Emma (vivia el 988)

Del segon matrimoni:
- Ranulf, Raúl, Ramnul o Ramnulf anomenat "Bompar" (Rannulfus Bomparius; † 27 de juliol de 975), comte de Périgord i Angulema
- Ricard Insipiens (+ després del 27 de juliol de 975)
- Hilduí o Alduí (+ abans de 975)
- Heli de Périgord (+ vers 976)
- Jofré (+ abans de 975)
- Sància

Una acta del comte esmenta onze noms: Guillelmi, Arnaldi, Gauberti, Bernardi, Ramnulphi, Alduini, Gaufredi, Heliæ, Amalgerii, Fulcherii, Odolrici, però no és clar que tots siguin fills encara que ho serien els 8 primers. Un altre document del 942 identifica a "Odolrici vice comitis" junt a un Ademari vicecomitis i un Ademari comitis filii Guillelmi" (o sigui el comte Ademar fill de Guillem, per tant un germà de Bernat)